# (3815) Кёниг
(3815) Кёниг (нем. König) — небольшой тёмный астероид главного пояса, который был открыт 15 апреля 1959 года группой немецких астрономов из обсерватории Хайдельберг, расположенной близ города Хайдельберг, Германия и был назван в честь одного из своих первооткрывателей.

Орбита астероида Кёниг и его положение в Солнечной системе